# Casa Jover (Terrassa)
La Casa Jover és un edifici del centre de Terrassa (Vallès Occidental), situat al carrer de la Rutlla fent cantonada amb el carrer del Vall, protegit com a bé cultural d'interès local.

## Descripció

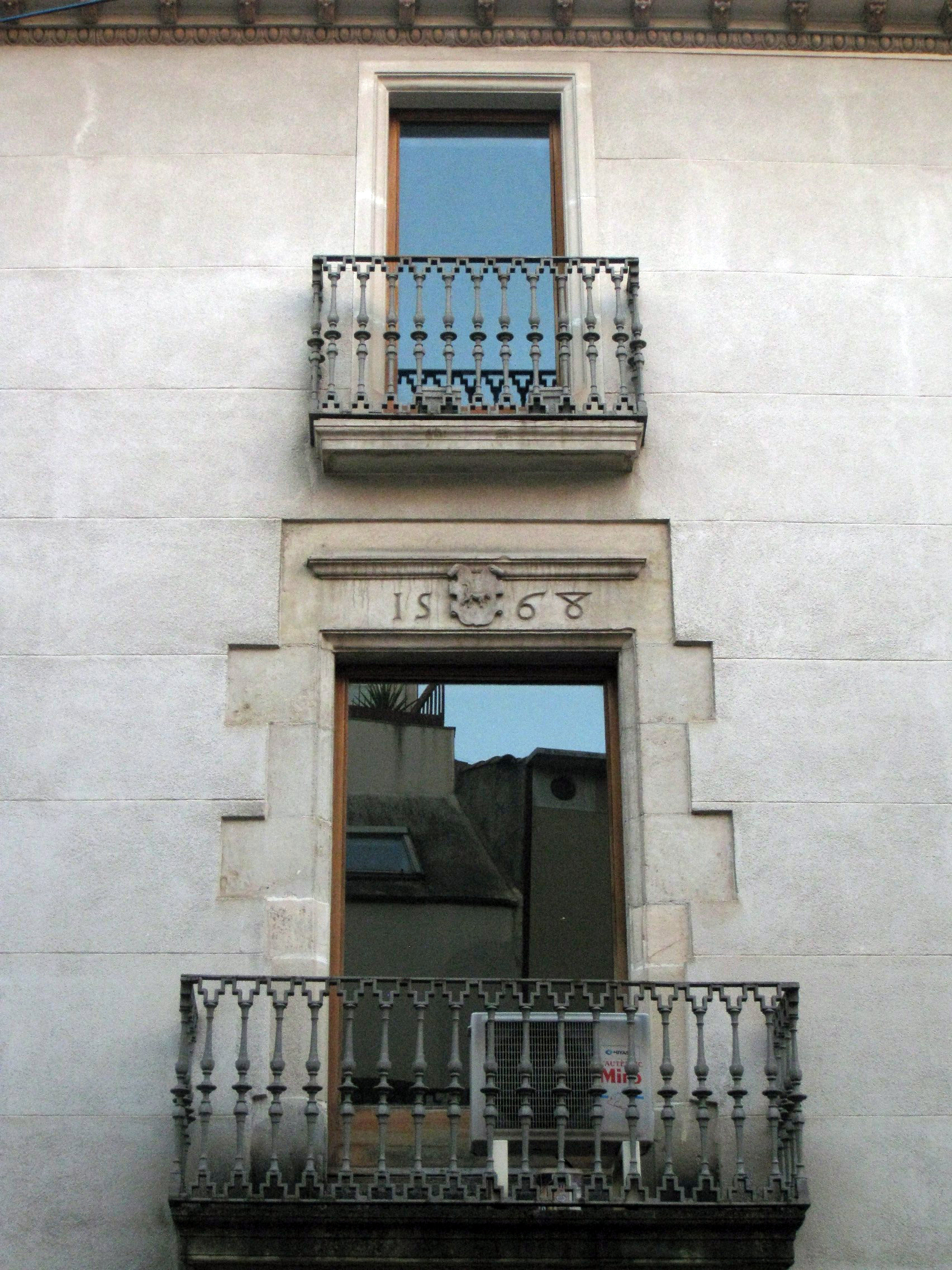
Detall de la façana, amb el balcó que a la llinda presenta un escut i la data del 1568

És un edifici de planta baixa i dos pisos, que fa cantonada. Les obertures presenten un esquema de composició molt simple i regular, ja que tenen brancals, trencaaigües i llindes de pedra; al primer pis, de llindes n'hi ha tres, amb escut i la data de 1568. La cantonada, també de pedra, presenta un escut amb un animal que sembla un castor. Cal destacar la cornisa de coronament de l'edifici, amb motllures decorades amb ovals i permòdols de ceràmica que suporten la tortugada, també de ceràmica.
La planta baixa ha estat molt transformada, sobretot a la cantonada.

## Història
L'edifici fou totalment restaurat l'any 1990.